# Barskoje Pole
Barskoje Pole (ros. Барское Поле) – wieś w Rosji, w rejonie czerepowieckim obwodu wołogodzkiego. W 2002 liczyła 20 mieszkańców, z kolei w 2010 populacja miejscowości wynosiła 16 osób.